# Protophysarum phloiogenum
Protophysarum phloiogenum ist eine Schleimpilz-Art aus der Ordnung der Physarida und die einzige Art der Gattung Protophysarum. 

## Merkmale
Das Plasmodium ist ein sehr kleines Phaneroplasmodium. Die winzigen Sporokarpe sind gestielt und ohne Kalkablagerungen, die Stiele sind mit Körnchen gefüllt. Das zarte Peridium ist irisierend und dauerhaft. Das Capillitium entspringt dem Ansatz und besteht aus lose vernetzten, abgeflachten und durchscheinenden bis leicht eingefärbten, an den Verbindungspunkten etwas verdickten Röhren. Die rund 10 Mikrometer messenden Sporen sind in der Masse dunkel, im Durchlicht lilabraun.

## Verbreitung
Protophysarum phloiogenum war lange nur vom Fund des Holotyps in den USA bekannt, 1994 dann gelang ein Fund auf der Borke eines Baumes aus Zentraltunesien. Inzwischen sind weitere Funde aus den USA sowie Kasachstan, der Mongolei, Marokko, Myanmar und Russland bekannt geworden.

## Systematik und Forschungsgeschichte
Art und Gattung wurden 1975 von Meredith Blackwell und Constantine John Alexopoulos erstbeschrieben.

## Nachweise
1. 1 2 3  Hermann Neubert, Wolfgang Nowotny, Karlheinz Baumann, Heidi Marx: Die Myxomyceten Deutschlands und des angrenzenden Alpenraumes unter besonderer Berücksichtigung Österreichs. Bd. 2, Karlheinz Baumann Verlag, Gomaringen 2000, ISBN 3-929822-01-6, S. 325–326.
2. ↑  GBIF, abgerufen am 28. Dezember 2012